# Accalathura triodea
Accalathura triodea is een pissebed uit de familie Leptanthuridae. De wetenschappelijke naam van de soort is voor het eerst geldig gepubliceerd in 1990 door Poore & Lew Ton.